# Gustave E. von Grunebaum
Gustave Edmund von Grunebaum est un historien et arabisant autrichien né le 1er septembre 1909 à Vienne (Autriche) et décédé le 27 février 1972 à Los Angeles (USA). Son nom complet est Gustav Edmund Ritter von Grünebaum. Il est célèbre notamment pour avoir contribué à la rédaction de l'Encyclopédie de l'Islam.

## Biographie
Grunebaum obtint un Ph.D. en études orientales à l'Université de Vienne. Quand l'Allemagne nazie annexa l'Autriche lors de l'Anschluss en 1938, il partit pour les États-Unis, où il trouva un poste au Asia Institute (en) à New York sous la direction d'Arthur Upham Pope. En 1943, il partit pour l'université de Californie, et fut nommé professeur d'arabe en 1949. En 1957, il devint professeur d'histoire du Proche-orient et directeur du département appelé Centre du Proche-Orient.
Gustave Grunebaum se maria avec Giselle Steuerman.

## Sources
- (en) Cet article est partiellement ou en totalité issu de l’article de Wikipédia en anglais intitulé « Gustave E. von Grunebaum » (voir la liste des auteurs).